# Lunita
Lunita è il primo album in studio della cantante olandese Loona, pubblicato nel 1999.

## Tracce
1. Intro (feat. DJ Sammy) – 0:57
2. Hijo de la luna – 4:11
3. Mamá – 4:13
4. Maripossa – 3:46
5. Another Christmas Without You – 4:17
6. Dónde vas – 4:02
7. Amor, amor (feat. DJ Sammy) – 5:00
8. Hijo de la luna (Antonio Catania Remix) – 3:55
9. Bailando – 3:36
10. Oye, Oye – 4:04
11. Outro – 2:27

Bonus Track
1. Porqué (feat. DJ Sammy) – 3:11